# Jurik Wardanjan
Jurik Wardanjan (armenisch Յուրիկ Վարդանյան, russisch Юрий Норайрович Варданян, transk. Juri Norairowitsch Wardanjan; * 13. Juni 1956 in Leninakan; † 1. November 2018) war ein sowjetischer Gewichtheber armenischer Abstammung. Er war Olympiasieger 1980 in Moskau sowie vielfacher Welt- und Europameister im Mittel-, Leichtschwer- und Mittelschwergewicht.

## Werdegang
Jurik (eigentlich Juri) Wardanjan wuchs in Leninakan auf und betrieb in seiner Jugend verschiedene Sportarten, wie Leichtathletik, Volleyball und Gewichtheben. Ab seinem 16. Lebensjahr widmete er sich dann ganz dem Gewichtheben. Er startete dabei für den Sportclub "Lok" Leninakan. Sein erster Trainer, der sich während der gesamten Laufbahn um ihn kümmerte, war sein Onkel Sergei Wardanjan. Bei einer Größe von 1,70 Metern hatte er ideale Voraussetzungen für das Gewichtheben. Seine Wettkämpfe begann er im Mittelgewicht (Klasse bis 75 kg Körpergewicht). Er wuchs aber im Lauf seiner Karriere in das Leichtschwer- und in das Mittelschwergewicht (Klassen bis 82,5 kg bzw. 90 kg Körpergewicht) hinein.
Im Jahre 1975 erschien Jurik Wardanjan erstmals bei einer internationalen Meisterschaft, der Junioren-Weltmeisterschaft in Marseille. Er erzielte dort im Mittelgewicht im Zweikampf 325 kg und siegte damit vor Jordan Mitkow aus Bulgarien, der 320 kg erreichte. Junioren-Weltmeister wurde er auch im Jahre 1976 in Gdańsk. Er steigerte dabei seine Leistung im Mittelgewicht im Vergleich zum Vorjahr auf 335 kg im Zweikampf. Mit dieser Leistung siegte er überlegen vor Todorow aus Bulgarien, 315 kg. Gegen Ende des Jahres 1976 steigerte er beim sowjetischen Pokalturnier in Swerdlowsk seine Leistung im Mittelgewicht auf 342,5 kg (Reißen 150 kg, Stoßen 192,5 kg) und besiegte damit den sowjetischen Meister bei den Senioren Wartan Militosjan, der auf 335 kg kam.
1977 wurde Jurik Wardanjan erstmals sowjetischer Meister. Im Mittelgewicht erzielte er dabei im Zweikampf die neue persönliche Bestleistung von 347,5 kg (157,5 – 190). In diesem Jahr nahm er dann auch erstmals an einer Weltmeisterschaft (zgl. Europameisterschaft), die in Stuttgart stattfand, teil. Er war dort nicht zu schlagen und erreichte im Zweikampf im Mittelgewicht 345 kg (152,5–192,5), womit er vor den beiden DDR-Athleten Peter Wenzel, 337,5 kg und Günter Schliwka, 330 kg, siegte.
Im Jahre 1978 wechselte Jurik Wardanjan in das Leichtschwergewicht, dessen Gewichtsgrenze damals bei 82,5 kg Körpergewicht lag. Auch in dieser neuen Gewichtsklasse dominierte er auf Anhieb und wurde zunächst in Havířov mit 372,5 kg (170–202,5) Europameister und dann im amerikanischen Gettysburg mit 377,5 kg (170–207,5) auch Weltmeister. Bei beiden Veranstaltungen belegte der Ungar Peter Baczako den 2. Platz, wobei er mit seinen Leistungen, 357,5 kg in Havirov und 352,5 kg in Gettysburg, klar hinter Jurik Wardanjan blieb.
Bei der Europameisterschaft 1979 in Warna unterlief ihm im Leichtschwergewicht das Missgeschick beim beidarmigen Reißen mit 165 kg drei Fehlversuche zu fabrizieren. Er schied damit für die Zweikampfwertung aus, die der neue bulgarische Starheber Blagoj Blagojew mit 380 kg gewann, aus. Wenigstens im Stoßen siegte er aber mit 207,5 kg. Bei der Weltmeisterschaft des gleichen Jahres in Saloniki war er zwar nicht in Bestform, siegte aber trotzdem mit 370 kg (170–200) klar gegen Blagoj Balgojew, der mit seiner Leistung von 362,5 kg 17,5 kg unter seiner Leistung von Warna blieb und gegen Jurik Wardanjan bei dieser Meisterschaft keine Chance hatte.
Im Jahre 1980 wurde Jurik Wardanjan in Belgrad Europameister im Leichtschwergewicht. Wobei seine Leistung mit 367,5 (167,5–200) für seine Verhältnisse eher mäßig war. Umso mehr trumpfte er dann bei den Olympischen Spielen dieses Jahres in Moskau auf. Er erzielte im Zweikampf mit 400 kg (177,5–222,5) einen neuen Weltrekord und siegte damit klar vor Blagoj Blagojew, der 372,5 kg erreichte und dem Tschechen Dusan Poliacik, der sich auf 367,5 kg steigerte.
Im Jahre 1981 startete Jurik Wardanjan bei der sowjetischen Meisterschaft im Mittelschwergewicht. Er erzielte dabei 402,5 kg (182,5–220) und siegte damit knapp vor dem jungen russischen "Wunderheber" Juri Sacharewitsch, der 400 kg erzielte. Bei der Welt- und Europameisterschaft dieses Jahres in Lille startete er aber wieder im Leichtschwergewicht und erzielte im Zweikampf 392,5 kg (170–222,5) und schlug damit Assen Slatew, einen jungen Bulgaren, der 372,5 kg erreichte und Dusan Poliacik, der 367,5 kg erzielte.
Im Jahre 1982 hob Jurik Wardanjan bei der sowjetischen Meisterschaft im Mittelschwergewicht mit 415 kg (190–225) einen neuen Weltrekord im Zweikampf. Bei der Weltmeisterschaft 1982 in Ljubljana musste er aber eine schwere Niederlage gegen Blagoj Blagojew einstecken. Er erreichte in Ljubljana im Zweikampf nur 395 kg (185–210) und blieb damit deutlich hinter Blagojew, der den Weltrekord von Jurik Wardanjan mit 415 kg (192,5–222,5) einstellte.
Im Jahre 1983 wich Jurik Wardanjan bei der Weltmeisterschaft in Moskau einem neuerlichen Duell mit Blagoj Blagojew aus und trainierte in das Leichtschwergewicht ab. In dieser Gewichtsklasse wurde er mit 392,5 kg (180–212,5) knapper Sieger gegen Assen Slatew, der 390 kg erzielte und wurde damit schon zum sechsten Mal Weltmeister. 1984 bestand für Jurik Wardanjan dann keine Chance zum zweiten Mal Olympiasieger zu werden, da die sozialistischen Staaten die Olympischen Spiele in Los Angeles boykottierten. Bei einer Ersatzveranstaltung der soz. Staaten in Warna erzielte er mit 405 kg im Zweikampf einen neuen Weltrekord.
1985 wurde Jurik Wardanjan dann in Södertälje zum letzten Mal Weltmeister. Mit 397,5 kg (177,5–220) siegte er erneut im Leichtschwergewicht. Assen Slatew wurde mit 392,5 kg wiederum Vizeweltmeister.
Nach dieser Weltmeisterschaft trat Jurik Wardanjan zurück. Der Versuch eines Comebacks im Jahre 1988 mit dem Ziel, sich für die Olympischen Spiele in Seoul zu qualifizieren, scheiterte.
Jurik Wardanjan ist in seiner gesamten Laufbahn bei Dopingtests niemals positiv getestet worden. Trotzdem muss auf folgendes hingewiesen werden: Es ist heute eine von allen Experten anerkannte Tatsache, dass die 1970er und 1980er Jahre die Jahre des Dopings schlechthin in der Geschichte des Gewichthebens waren. Die Dopingkontrollen, die damals durchgeführt wurden, waren nicht sehr effektiv. In der Sowjetunion wurden so gut wie keine Dopingtests durchgeführt. Trotzdem wurde sein härtester Rivale Blagoj Blagojew des Dopings überführt. Als nach 1990 vom internationalen Gewichtheber-Verband die Dopingtests verstärkt wurden, gingen die Leistungen der Gewichtheber rapide zurück. Im Jahre 1992 wurde beispielsweise Pyrros Dimas aus Griechenland im Leichtschwergewicht mit 370 kg im Zweikampf Olympiasieger. Jurik Wardanjan erzielte in seiner Karriere als Leichtschwergewichtler mehrmals über 400 kg im Zweikampf. Da der internationale Gewichtheber-Verband diese Problematik erkannte, änderte er in den letzten 20 Jahren mehrmals die Gewichtsklasseneinteilung. Das Gewichtslimit des Leichtschwergewichts wurde beispielsweise zunächst auf 84 kg und dann auf 85 kg erhöht. Alle bis dato gehobenen Weltrekorde, Jurik Wardanjan erzielte in seiner Laufbahn nicht weniger als 41, wurden gleichzeitig annulliert. Selbst heute, im Jahr 2008 erzielte der Olympiasieger im Leichtschwergewicht, der Chinese Lu Yong mit 394 kg im Zweikampf weniger als Jurik Wardanjan in seinen besten Jahren, obwohl er 2,5 kg schwerer ist, als dieser. Dieser Gewichtsvorteil müsste Lu Yong eigentlich einen Leistungsvorteil von mindestens 10 kg bringen.

## Weiteres Leben
Nach dem Zerfall der Sowjetunion ging Jurik Wardanyan mit seiner Familie in die Vereinigten Staaten. Er arbeitete als Trainer beim US-amerikanischen Gewichtheber-Verband in dessen Trainingscenter in Colorado Springs. Nach Ablauf des Vertrages mit dem Gewichtheber-Verband ging er nach Chicago und war vier Jahre lang als Physiotherapeut bei der Basketballmannschaft der Chicago Bulls tätig. Danach ging er nach Kalifornien. Jurik Wardanjan engagierte sich von Beginn seines Aufenthaltes in den Vereinigten Staaten an in der Community der 1,5 Millionen Armenier in den Vereinigten Staaten. Er war Sprecher dieser Gruppe und als solcher für diese Gemeinschaft politisch tätig. 2008 verlieh ihm seine Geburtsstadt die Ehrenbürgerschaft.
Einer seiner drei Söhne, Norik, ist ebenfalls Gewichtheber und wurde 2008 und 2009 US-amerikanischer Meister in der Klasse bis 94 Kilogramm.

## Politische Karriere
2009 ernannte ihn der damalige armenische Staatspräsident Sersch Sargsjan zu seinem persönlichen Berater. Von 2013 bis 2014 amtierte Wardanjan kurzzeitig als armenischer Sport- und Jugendminister. Zuletzt wurde er armenischer Botschafter in Georgien; eine Funktion, die er von 2014 bis 2017 innehatte.

## Statistik

### Internationale Erfolge
(OS = Olympische Spiele, WM = Weltmeisterschaft, EM = Europameisterschaft, Mi = Mittelgewicht, Ls = Leichtschwergewicht, Ms = Mittelschwergewicht, damals bis 75 kg, 82,5 kg und 90 kg Körpergewicht)
- 1975, 1. Platz, Junioren-WM in Marseille, Mi, mit 325 kg, vor Jordan Mitkow, Bulgarien, 320 kg u. Dilkow, Bulgarien, 300 kg;
- 1976, 1. Platz, Junioren-WM in Gdańsk, Mi, mit 335 kg, vor Todorow, Bulgarien, 315 kg u. Lipka, Polen, 290 kg;
- 1976, 1. Platz, Pokalturnier in Swerdlowsk, Mi, mit 342,5 kg (150–192,5) vor Wartan Militosjan, UdSSR, 335 kg u. Smirnow, UdSSR, 335 kg;
- 1977, 1. Platz, Pannonia-Turnier in Budapest, Mi, mit 342,5 kg (152,5–190) vor Antal Stark, Ungarn, 322,5 kg u. Roberto Urrutia, Kuba, 310 kg;
- 1977, 1. Platz, WM + EM in Stuttgart, Mi, mit 345 kg (152,5–192,5) vor Peter Wenzel, DDR, 337,5 kg u. Günter Schliwka, DDR, 330 kg;
- 1978, 1. Platz, Turnier der Freundschaft in Moskau, Ls, mit 375 kg (165–210) vor Peter Baczako, Ungarn, 342,5 kg u. Rabczewski, Polen, 340 kg;
- 1978, 1. Platz, EM in Havířov, Ls, mit 372,5 kg (170–202,5) vor Peter Baczako, 357,5 kg u. Kazimir Drandarow, Bulgarien, 340 kg;
- 1978, 1. Platz, WM in Gettysburg, Ls, mit 377,5 kg (170–207,5) vor Peter Baczako, 352,5 kg u. Rabczewski, 345 kg;
- 1979, 1. Platz, Turnier der blauen Schwerter in Meißen, Ls, mit 362,5 kg (152,5–210) vor Peter Wenzel, 335 kg u. Posdrowski, DDR, 312,5 kg;
- 1979, 1. Platz, Turnier der Freundschaft in Leningrad, Ls, mit 375 kg (165–210), vor Orvos, Ungarn, 342,5 kg u. Zayas, Kuba, 340 kg;
- 1979, unpl., EM in Warna, Ls, nach 3 Fehlversuchen im Reißen; Sieger: Blagoj Blagojew, Bulgarien, mit 380 kg vor Rabczewski, 352,5 kg;
- 1979, 1. Platz, WM in Saloniki, Ls, mit 370 kg (170–200) vor Blagoj Balgojew, 362,5 kg u. Dusan Poliacik, CSSR, 350 kg;
- 1980, 1. Platz, EM in Belgrad, Ls, mit 367,5 kg (167,5–200) vor Detlef Blasche, DDR, 345 kg u. Horst Appel, BRD, 342,5 kg;
- 1980, Goldmedaille, OS + WM in Moskau, Ls, mit 400 kg (177,5–222,5), vor Blagoj Blagojew, 372,5 kg (175–197,5) u. Dusan Poliacik, 367,5;
- 1981, 1. Platz, WM + EM in Lille, Ls, mit 392,5 kg (170–222,5) vor Assen Slatew, Bulgarien, 372,5 kg u. Dusan Poliacik, 367,5 kg;
- 1982, 2. Platz, WM in Ljubljana, Ms, mit 395 kg (185–210), hinter Balgoj Blagojew, 415 kg (192,5–222,5) u. vor Frank Mantek, DDR, 377,5 kg (170–207,5);
- 1983, 1. Platz, WM + EM in Moskau, Ls, mit 392,5 kg (180–212,5), vor Assen Slatew, 390 kg (180–210) u. László Barsi, Ungarn, 370 kg;
- 1984, 1. Platz, Turnier der soz. Staaten in Warna (Ersatzveranstaltung für die OS in Los Angeles), Ls, mit 405 kg;
- 1985, 1. Platz, WM in Södertälje, Ls, mit 397,5 kg (177,5–220), vor Assen Slatew, 392,5 kg (177,5–215) u. Laszlo Kiraly, Ungarn, 375 kg.

### EM-Einzelmedaillen
- Gold: 1977/Reißen, 1977/Stoßen, 1978/Reißen, 1978/Stoßen, 1979/Stoßen, 1980/Reißen, 1980/Stoßen, 1981/Reißen, 1981/Stoßen, 1983/Stoßen.
- Silber: 1983/Reißen.

### UdSSR-Meisterschaften
- 1977, 1. Platz, Mi, mit 347,5 kg (157,5–190) vor Tomilow, 322,5 kg u. Denisow, 322,5 kg;
- 1979, 1. Platz, Ls, mit 390 kg (175–215), vor Waleri Talajew, 355 kg u. Grigorjew, 355 kg;
- 1981, 1. Platz, Ms, mit 402,5 kg (182,5–220), vor Juri Sacharewitsch, 400 kg u. Gennadi Bessonow, 385 kg;
- 1982, 1. Platz, Ms, mit 415 kg (190–225), vor Adam Saidulajew, 400 kg u. Viktor Solodow, 392,5 kg.

### Weltrekorde
Jurik Wardanjan stellte in seiner Laufbahn insgesamt 41 Weltrekorde auf. Von diesen Weltrekorden hat keiner mehr Gültigkeit, da zwischenzeitlich die Gewichtsklasseneinteilungen mehrfach geändert wurden.

### Bestleistungen
- Mittelgewicht: Reißen 157,5 kg, Stoßen 193 kg;
- Leichtschwergewicht: Reißen 182,5 kg, Stoßen 224 kg;
- Mittelschwergewicht: Reißen 190 kg, Stoßen 228 kg.